# Гданцевский чугунолитейный завод
Гда́нцевский чугунолите́йный заво́д — российский чугунолитейный (металлургический) завод Херсонского уезда, возле местечка Кривой Рог на границе с Александрийским уездом.
Первый металлургический завод в Кривбассе для выплавки литейного чугуна, на правом берегу Ингульца в Александровском уезде. На тот период единственный на Юге России.
Гданцевский завод общества Криворожских железных руд получил название от деревни Гданцевка, земли которого, 600 десятин были выкуплены А. Полем за 250 000 рублей, и внесены им в качестве доли в акционерное общество.
В литературе также встречаются следующие названия: Гданцевский завод, Александропольевский завод, Гданцевский литейный завод общества Криворогских железных руд, Гданцевский завод общества Криворожских железных руд, «Гданцевка», Гданцевский металлургический завод, Гданцевский доменный завод.

## История
Кроме того у д. Гданцевки, против м. Криваго Рога, разрабатывается железная руда.— Материалы для оценки земель Херсонской губернии.
О значительных запасах железной руды было известно ещё с XVII века, но они почти не разрабатывались, во многом из-за того, что вблизи не было крупных лесных массивов (в то время в качестве топлива в металлургии использовался древесный уголь), а также из-за транспортных проблем (продукция близлежащих предприятий доставлялась на рынок по транспортной системе рек или гужевым транспортом).
Чуть позже князь Потёмкин командировал на Юг России команду, вместе с профессором Леванидовым, для геологических изысканий и последний в их ходе обнаружил, при слиянии рек Ингульц и Саксагань, залежи железной и медной руды, каменного угля, каолина и графита. После доклада об итогах изысканий, Потёмкин распорядился, на основе этих исследований, построить чугунолитейный завод для литья артиллерийских снарядов на реке Ингулец, близ Кривого Рога, и фаянсовую фабрику для выделки фаянса из местного каолина, но после его смерти работы по их строительству были свёрнуты.
Первые промышленные разработки железной руды начались на Криворожье в 1881 году обществом Криворожских железных руд, основанным в Париже в этом же году (по другим данным в 1880 году), с наличным капиталом в 5 000 000 франков, по инициативе А. Н. Поля, сына подпоручика Русской армии. На правом берегу Ингульца был открыт рудник. Добытая открытым способом железная руда поступала для переплавки на Донецкий завод англичанина Юза (400 верст), а позже и на Александровский завод Брянского акционерного общества.

На руднике «Саксаганский», что в Дубовой балке, за 1881 г. добыто 555 тысяч пудов руды. Цена за пуд 2 копейки. Руду покупает «Новороссийское общество Юза». Основной и единственный вид доставки — лошади и волы. Расстояние от Кривого Рога до завода Юза 400 верст …— Из донесения А. Н. Поля в Париж.
Эксплуатируя недра России, «Общество криворожских железных руд» столкнулось с проблемой эффективности своего производства: при добыче руды всё чаще встречались бедные руды с содержанием железа всего 42 %. Стало экономически нерентабельно транспортировать бедную железную руду на большие расстояния, и Александр Поль убедил акционеров в идее постройки завода, но реализовать её не удалось, в связи с внезапной его смертью.
Завод был построен в период с 1890 по 1892 год под непосредственным наблюдением инженера польского происхождения Мартына Феликсовича Шимановского. Консультировал строительство завода Ясюкович Игнатий Игнатьевич.
Торжественное открытие завода состоялось 4 сентября 1892 года, о чём было сообщено телеграммой в адрес Горного департамента России от 6 сентября.
Первый чугун завод выдал 8 ноября 1892 года.
В 1895 году на заводе устроено электрическое освещение и водоснабжение заводской территории и всех помещений.
В 1901 году к Гданцевскому заводу была открыта канатная дорога. В 1901 году на рудниках французского общества в местечке Кривой Рог полицейским надзирателем был коллежский регистратор Мануил-Артур Альфонсович барон Энгельгардт.
В окрестностях Гданцевского чугунолитейного завода было строго запрещено продавать крепкие спиртные напитки.

### После гражданской войны
В период гражданской войны Гданцевский чугунолитейный завод был разрушен. Восстановлен в УССР в 1924 году, как Центральные механические мастерские. После запуска КМЗ в 1933 году завод начал выпуск первых советских перфораторов, скреперных лебёдок, скреперов, погрузочных машин, емкостей для подъёма руды, шахтных клетей и другого оборудования для горняков Союза. В 1937 году завод был назван именем республиканской газеты «Коммунист».

## Назначение
Назначение завода состояло исключительно в выплавка литейного чугуна, его передел на сталь и прокат не производился, вот чем этот завод и отличался от других южно-русских металлургических заводов, при которых обыкновенно сосредоточивалось, кроме доменного, ещё целый ряд других более или менее сложных производств. Кокс для производства доставлялся из Орлово-Еленовской копи общества (близ станции Алмазная), где имелось 40 печей системы Коппе (на 1906 год не работали).
Позже Гданцевский чугунолитейный завод стал выделывать огнеупорный кирпич и другие изделия из глины (Криворожский кирпичный (цигельный) завод, в настоящее время разрушен).

Обосновавшись в Екатеринославе, я скоро посетил Кривой Рог и осмотрел Гданцевский металлургический завод. Он принадлежал французскому «Акционерному обществу криворожских руд». Представителем общества в России был инженер Кольберг, поляк с немецкой фамилией; по указаниям его строились первые две доменные печи. Во Франции он купил для них особую конструкцию горна. Во время моего посещения Гданцевского завода Кольберг уже жил в Петербурге, и директором завода был пан Роговский, иностранный инженер, принявший меня достаточно любезно и разрешивший осмотр завода, в котором заведующим доменными печами был пан Якобсон. Я рассчитывал увидеть на Гданцевском заводе нечто интересное, но разочаровался. Кольберг построил две очень старинной конструкции маленькие печи, в которых, как мне объяснили на заводе, будто бы выгоднее плавить литейный чугун, чем в больших. Все иностранные техники на Юге, а вслед за ними и многие русские, придерживались этого мнения…

Печи Гданцевского завода, как и некоторых других южных заводов, были памятником слепого подражания Европе. Нам, когда мы строили новые заводы, конечно, нелепо было проектировать малые печи.— Академик М. А. Павлов. «Воспоминания металлурга»

## Состав

### На заводе
На 1906 год имелось:
- карьер со штольней с узкоколейной дорогой для движения вагонеток[5];
- 3 доменные печи, каждая объёмом в 200 м³, при высоте 18 метров и суточной производительности в 400 пудов (2 доменные печи не работают);
  - при каждой домне крытый железом литейный двор и воздуходувка в 300 сил;
  - одна из домн имела стальной горн, изобретённый французским инженером Буавеном, впервые тогда такой горн введён в России;
- 10 водотрубных паровых котлов с поверхностью нагрева в 260 м² каждый;
- 4 батареи закрытых коксовых печей системы Коппе (для приготовления кокса) по 20 печей в каждой, снабжённые электрическими коксовыталкивателями[14];
- цеха горячего дутья;
- ремонтно-механический цех;
- центральная электрическая станция;
- водокачка, с машинным отделением, на правом берегу реки Ингулец;
- пути, заводские и рудничные:
  - ширококолейные — 9 вёрст;
  - узкоколейные — 5 вёрст, также называлась — Узкоколейная железная дорога Гданцевского чугунолитейного завода. Примерная дата открытия ж/д — 1901 год. Позднее узкоколейный рудничный путь был заменён железнодорожной линией широкой колеи.
- подвижной состав: 2 паровоза и 4 платформы.

Позднее построены:
- кирпичный завод;
- помольная площадка для приготовления цемента[5].

### При заводе
Для нужд служащих и рабочих при заводе имелось:
- 40 жилых домов, по 8 квартир в каждом;
- больница на 15 коек, при ней врач и два фельдшера;
- касса вспомоществования, учреждённая в 1890 году;
- чайная, устроенная Попечительством о народной трезвости;
- заводская гостиница, общая зала которой играла для служащих роль клуба;
- парк отдыха;
- самодеятельный театр «Гигант», 1913 год;
- костёл Святой Бригитты.

К заводу был устроен подъездной путь от станции Кривой Рог длинной три версты 276 саженей.
Масштабное освоение залежей Кривбасса стало возможным только после постройки железной дороги к Донбассу.

## Собственники и руководство

### Собственник
- Акционеры «Общество Криворогских железных руд» («Общество Криворожских железных руд»), Париж, Франция.

Акционеры «ОКЖР» получили на одну акцию, стоимостью в 1 000 франков, чистых дивидендов в:
- 1894 году — 1154 франков;
- 1896 году — 53 700 франков;
- 1897 году — 137 000 франков.

То есть курсовая стоимость одной акций «ОКЖР» выросла в 110 раз.

### Руководство
1890—1892
- Директор-распорядитель, инженер М. Ф. Шимановский

1892
- Главный инженер — Кольберг
- Помощник главного инженера — Матвей Роговский, получивший образование в Льеже
- Начальник доменных печей — Якобсон
- Первый сменный доменный мастер — Машуков
- Второй сменный доменный мастер — Курако

1905
- директор — М. Роговский.

## Деятельность
В 1896 году завод выплавил около 1,8 млн пудов чугуна (29 484 тонн).
Завод выплавлял до 3,25 млн пудов чугуна и выделывал огнеупорный кирпич и другие изделия из глины (до 57 тысяч пудов изделий).
В 1900 году было выплавлено 3 227 520 пудов.
В 1903 году — немного больше 2 млн пудов.
В 1904 году — около 3 млн пудов чугуна, а максимальная производительность достигнута в 1912—1913 годах.
Выплавка чугуна составила около 5 млн пудов ежегодно или 2,7 % от общего объёма производства этого вида продукции всеми металлургическими предприятиями Юга России.
В 1916 году выплавка товарного чугуна составила меньше довоенной (Первая мировая война) на 7,3 %.
| Год  | Количество рабочих | Мощность паровых двигателей, лошадиных сил | Тяговооружённость рабочего, л. с. | Произведено общей продукции, миллион пудов | Продукции на рабочего, пуд |
| ---- | ------------------ | ------------------------------------------ | --------------------------------- | ------------------------------------------ | -------------------------- |
| 1900 | 386                | 1310                                       | 3,39                              | 3,2 (3,22752)                              | 8290,1                     |
| 1901 | ?                  | ?                                          | ?                                 | ?                                          | ?                          |
| 1902 | ?                  | ?                                          | ?                                 | немного больше 2                           | ?                          |
| 1912 | 625 (без сезонных) | ?                                          | ?                                 | 5,131                                      | 8209,6                     |